# Bota
|  | Aquest article tracta sobre el calçat. Si cerqueu el recipient, vegeu «Bota (recipient)». |

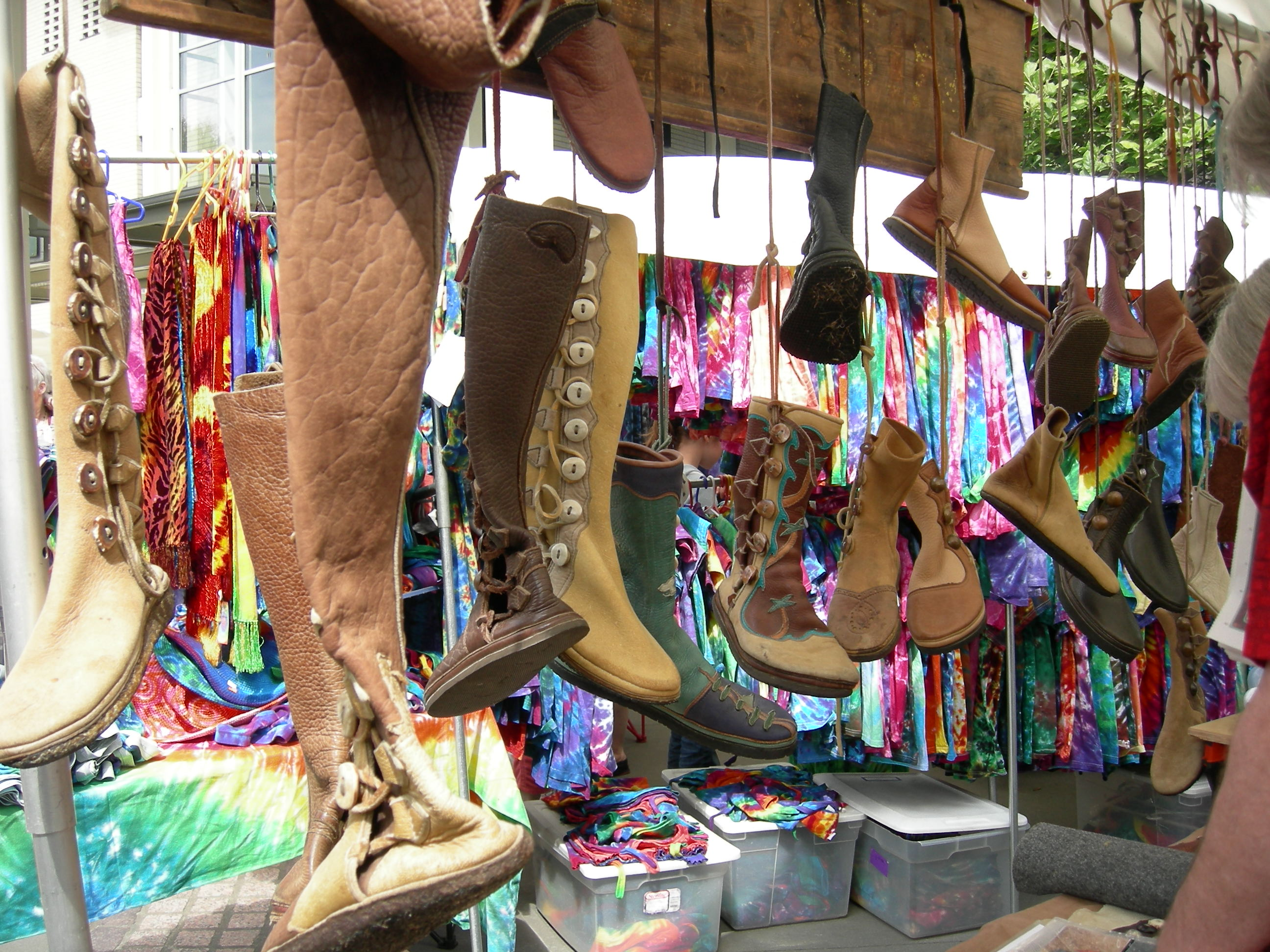
Tipus diversos de botes exposades en un mercat

La bota és un tipus de calçat que cobreix el peu i part de la cama, en una longitud que depèn de l'ús a què va destinada la bota, o bé de raons estètiques.
La part de la bota que cobreix la cama tot sobresortint del peu s'anomena canya. Segons la longitud de la canya es distingeix entre quatre tipus de bota:
- bota baixa o botina, que només cobreix els turmells;
- bota de mitja canya, la canya de la qual arriba fins a l'arrenc del panxell, com a màxim;
- bota alta, que arriba fins poc més avall del genoll;
- bota de cuixal, que cobreix el genoll i pot arribar més amunt.

Les botes es poden classificar, també, en funció de la forma o disseny, en funció de l'ús a què es destinen (feines, esports), etc. Per exemple, la bota d'aigua, generalment de goma, s'usa en cas de pluja en comptes del calçat habitual o sobre aquest.
Històricament les botes eren d'ús principalment masculí (tot i que en determinats pobles, com l'hongarès, també en duien les dones), i s'usaven per a muntar a cavall, o bé en certes feines que exigien una protecció especial dels peus i la part inferior de la cama; a Rússia, les botes altes eren el calçat tradicional de la pagesia. Les botes (de tipus divers) també han estat i són el calçat militar característic. En el segle xix les botines foren molt populars com a calçat civil, tant entre els homes com entre les dones. En l'actualitat, i fora de les botes de treball apropiades per a una o altra feina concreta, o de les botes específiques de determinat esport, la mena de bota que es duu depèn del gust personal o de la moda del moment. Per exemple, foren molt populars als anys seixanta i setanta, i ho han tornat a ser —sobretot entre les dones— en la dècada del 2000.
Com altra mena de calçat femení, les botes de dona són plenes de connotacions fetitxistes per a molts homes; així, la botina de taló alt evoca la demi-mondaine parisenca de la Belle Époque (o bé la prostituta de saloon del Far West); les botes de cuixal tenen ressonàncies sado-masoquistes; etc., etc.

## Ús militar
Als exèrcits, les botes s'han reservat tradicionalment per a la cavalleria i l'oficialitat, mentre que la tropa d'infanteria, d'artilleria, etc., calçava sabates, sovint combinades amb algun tipus de polaina.
Hi havia excepcions, però: les botes altes han estat el calçat típic de tot l'exèrcit rus des d'antic; les tropes frontereres austríaques, formades bàsicament per hongaresos i serbocroats, se singularitzaven, entre altres coses, per l'ús de botines característiques, de què derivarien, d'una banda, les botes d'hússar i, de l'altra, les botines típiques de la tropa hongaresa; etc., etc.
Pels volts del 1830 culminava la tendència a substituir la sabata per algun tipus de bota, generalment amb els pantalons duts per dins.
Entre finals del segle xix i la dècada de 1940, el calçat militar més generalitzat fou la botina entre la tropa, mentre que l'oficialitat tendí a conservar la bota alta. Emperò, alguns exèrcits, com l'alemany i el rus (i posteriorment el soviètic), conservaren l'ús de la bota alta força més temps.
D'ençà la segona postguerra mundial la bota de mitja canya és el calçat de campanya propi de tots els graus (si bé l'exèrcit soviètic trigà molt a incorporar-se a aqueixa tendència general). Per a passeig, en canvi, la sabata s'introdueix en alguns exèrcits entre els anys cinquanta i seixanta i esdevé la norma arreu, en el marc de l'uniforme de passeig, als anys vuitanta.